# Collines Quantock
Les collines Quantock, en anglais Quantock Hills, communément appelées The Quantocks, sont des collines situées dans l'ouest de la région des Somerset Levels, dans le Somerset, en Angleterre.